# Douglas Diamond
Douglas Warren Diamond, född 25 oktober 1953 i Chicago, är en amerikansk nationalekonom och professor vid University of Chicago.
I oktober 2022 tilldelades Diamond Sveriges riksbanks pris i ekonomisk vetenskap till Alfred Nobels minne tillsammans med Ben Bernanke och Philip H. Dybvig  för deras forskningsinsatser om banker och finanskriser.
Diamond är mest känd för sitt arbete kopplat till finanskriser och bankrusningar, särskilt den inflytelserika så kallade Diamond–Dybvig-modellen som publicerades 1983 och Diamond-modellen för delegerad övervakning som publicerades 1984.

## Biografi
Diamond växte upp i stadsdelen Hyde Park i Chicago hos sin ensamstående mamma.
Han tog kandidatexamen i nationalekonomi vid Brown University 1975. Under perioden 1975-1980 studerade han först på avancerad nivå och sedan doktorsnivå på Yale där han tog magister- och doktorsexamen i ekonomi. På Yale handleddes Diamond och hans framtida medpristagare Philip H. Dybvig av Stephen A. Ross. Enligt Diamond skulle de två regelbundet prata utanför Ross kontor medan de väntade på möten med honom.

## Hedersutmärkelser
- Fellow, Econometric Society (sedan 1990)[20]
- Medlem, American Academy of Arts and Sciences (invald 2001)[21]
- Fellow, American Finance Association (invald 2004)[22]
- Stipendiat, Society for the Advancement of Economic Theory (2016)
- Medlem, National Academy of Sciences (invald 2017)[23]